# 緑黄色社会 × 日本武道館“20122022”
『緑黄色社会 × 日本武道館“20122022”』（りょくおうしょくしゃかい かける にっぽんぶどうかん ニイゼロイチニイ ニイゼロニイニイ）は、日本のポップ・ロック・バンドである緑黄色社会の日本武道館公演。2022年9月16日と17日の2日間で開催され、2023年1月4日に17日の公演の模様を収録した映像商品がDVDとBlu-rayで発売された。同作は緑黄色社会がライブ映像商品を発売した初の例となった。
ライブ映像商品『緑黄色社会 × 日本武道館“20122022”』は、オリコン週間Blu-rayランキングで最高位6位、オリコン週間DVDランキングで最高位12位を記録し、オリコン週間ミュージックBlu-rayランキングとオリコン週間ミュージックDVD・Blu-rayランキングでは第1位を獲得。

## 背景・リリース

### 開催の発表 - ライブ当日
2022年4月20日、9月16日と17日に緑黄色社会初となる日本武道館公演を開催することを発表。ツアータイトルの数字は、バンドを結成した2012年と、結成から10周年を迎えた2022年を掛け合わせたもの。セットリストには「Mela!」や「キャラクター」をはじめとした緑黄色社会のライブの定番曲や、活動初期の楽曲が含まれた。
セットリストを決める際、結成10周年という節目から「これまでを含めた自分たちを見せたいのか？それとも、今のカッコいい自分たちを見せたいのか？」という話し合いから始まり、当初は「過去がどうとかではなくて、“今”の私たちを見せたい」という話になっていたが、「初期も含めての10年間だし、初期の曲でも、今の私たちだったら違う見せ方もできるし」ということから初期の楽曲も演奏することとなった。
開催直前の8月29日に長屋が発熱を訴え、翌日に公式Twitter上で新型コロナウイルスに感染したことを発表。これにより、リハーサルは音源の声を流しながら行なわれ、長屋が復帰してリハーサルに参加したのは2日間のみとなった。長屋は、ライブは2日間だったので、1日のライブにつき1回だけリハで通したっていう感じの極限状態ではあったとし、声も万全ではなかったし、体調的にも完全に回復していたわけではなかったんですけど、それでもやるしかなかったし、だからこそ吹っ切れた感じでした常に何かの不安と戦っている感じだったんですけど、武道館では強い気持ちでいられたし、音楽に集中できたなと思います。「その場にいる人たちを楽しませる」という気持ちに振り切ることができたと語っている。
9月16日と17日の2日間で、のべ46曲を演奏。2日間の動員数は16,000人。17日の公演はWOWOWで生中継され、10月27日にインタビューおよび当日の様子を追加した特別版が放送された。

### 映像商品の発売
2022年11月5日、2023年1月4日にライブ映像商品『緑黄色社会 × 日本武道館“20122022”』をDVDとBlu-rayで発売することを発表。緑黄色社会がライブ映像作品を発売するのは本作が初となる。完全生産限定盤（Blu-ray + DVD）と通常盤（Blu-ray / DVD）の2形態で、完全生産限定盤は三方背ボックスのフォトブック仕様になっている。映像商品には、17日の公演の模様のほかにメンバーのインタビュー映像やリハーサル風景が収録され、16日の公演でのみ演奏された「真夜中ドライブ」、「LITMUS」、「LADYBUG」、「SINGALONG」の4曲は未収録となった。
11月29日、本作から「キャラクター」のライブ映像が公開された。
12月4日にジャケットビジュアルが解禁された。
12月22日、2023年1月4日と5日に本作のプレミアム上映会を行なうことを発表。

## 受容
2023年1月16日付のオリコン週間Blu-rayランキングで最高位6位、オリコン週間DVDランキングで最高位12位を記録。同日付で発表されたオリコン週間ミュージックDVD・Blu-rayランキングでは、自身初となる映像ランキング1位を獲得。なお、緑黄色社会のオリコンチャートでの首位獲得は、全作品通して初となる。
音楽ライターの高橋智樹は『ROCKIN'ON JAPAN』2月号に寄稿したレビューで、ジャンルやスタイルにとらわれることなく、「どこまでも自由な音楽であること」と「ポピュラリティを備えた国民的バンドであること」を鮮やかに実現してきた10年間の足跡そのものの、眩しいほどの祝祭感に満ちた時間が、今作には凝縮されている時代と豊かに共鳴する「今」の証明であり、バンドの見果てぬ未来へのスタートラインでもある、金字塔的な作品と評した。

## 演奏メンバー
緑黄色社会
- 長屋晴子 – ボーカル & ギター
- 小林壱誓 – ギター & コーラス
- peppe – キーボード & コーラス
- 穴見真吾 – ベース & コーラス

サポートメンバー
- 比田井修 – ドラム

## 収録内容
1. Alice
2. merry-go-round
3. Bitter
4. 始まりの歌
5. アウトサイダー
  - 16日の公演では「真夜中ドライブ」が演奏された[12]。
6. 陽はまた昇るから
7. 愛のかたち
8. inori
9. 想い人
  - 16日の公演では「LITMUS」が演奏された[12]。
10. 夏を生きる
  - 客席前方の両サイドからシャボン玉が噴射する[8]。
  - 16日の公演では「LADYBUG」が演奏された[12]。
11. Shout Baby
12. マイルストーンの種
  - 活動初期の楽曲で、学生時代のメンバーが初めて音合わせを行なった名古屋市大須にあるスタジオで制作された楽曲[4]。
13. 時のいたずら
14. Re
15. Actor
  - 16日の公演では「SINGALONG」が演奏された[12]。
16. キャラクター
  - 16日の公演では19曲目に演奏された[12]。
17. S.T.U.D
18. あのころ見た光
  - 大型ビジョンに過去のライブ映像が映し出される[8]。
19. sabotage
  - 16日の公演では16曲目に演奏された[12]。
20. Mela!
21. ブレス
  - ライブ当時の最新曲[8]。
22. またね
  - この曲から「ボーナスステージ」（アンコール）[8]。
23. これからのこと、それからのこと
24. Behind The Scenes & Interview

## チャート成績
| チャート (2023年)                       | 最高位 |
| --------------------------------------- | ------ |
| 日本 (オリコンBlu-ray)                  | 6      |
| 日本 (オリコンミュージックBlu-ray)      | 1      |
| 日本 (オリコンミュージックDVD・Blu-ray) | 1      |
| 日本 (オリコンDVD)                      | 12     |
| 日本 (オリコンミュージックDVD)          | 7      |